# Ferdinand Seraphim
Ferdinand Seraphim (* 18. Oktober 1827 in Hasenpoth; † 27. Februar 1894 in Mitau) war ein deutsch-baltischer Jurist.

## Leben

### Herkunft und Familie
Seine Eltern waren Ernst Seraphim und Dorothea geb. Zoepffel. Seine Söhne waren August Robert Seraphim und Ernst Seraphim, seine Enkel Hans-Jürgen Seraphim, Hans-Günther Seraphim und Peter-Heinz Seraphim, sein Urenkel Heinrich August Winkler.

### Werdegang
Seraphim studierte von 1847 bis 1851 an der Kaiserlichen Universität Dorpat. Er war von 1859 bis 1889 Oberhofgerichts-Advokat und von 1889 bis 1894 vereidigter Rechtsanwalt in Mitau.
Er war überdies Mitglied der Reformierten Abteilung des Kurländischen Konsistoriums.

## Veröffentlichungen
- Das Kurländische Notherbenrecht : Eine exegetisch-dogmatische Abhandlung zur Erlangung der Magisterwürde den Rechtswissenschaft. Druck von H. Laakmann, Dorpat 1859 (Digitalisat).
- Zur Lehre vom Eigenthumserwerbe durch Verbindung und Verarbeitung beweglicher Sachen nach dem Rechte der Ostseeprovinzen mit besonderer Berücksichtigung der einschlägigen Bestimmungen des preussischen Rechts. Behre, Hamburg & Mitau 1881.
- Der Einfluß der Bestimmungen des Allerhöchst bestätigten Reichrathsgutachtens vom 3. Juni 1886 auf die summarischen Processe, den Nachlaßedictialproceß und den Concursproceß der Ostseeprovinzen. Felsko, Mitau 1886.
- Ein Schlusswort in der Controverse über den Einfluss der Bestimmungen der Allerhöchst bestätigten Reichsrathsgutachten vom 3. Juni 1886 auf die summarischen Processe, den Nachlassedictalprocess und den Concursprocess der Ostseeprovinzen v. Mag. jur. Ferdinand Seraphim, Oberhofgerichts adv. in Mitau. Felsko, Mitau 1886.